# Kulamanamana
Kulamanamana is een geslacht van neteldieren uit de klasse van de Anthozoa (bloemdieren).

## Soort
- Kulamanamana haumeaae Sinniger, Ocaña & Baco, 2013